# Chrysocelis lupini
Chrysocelis lupini är en svampart som beskrevs av Lagerh. & Dietel 1913. Chrysocelis lupini ingår i släktet Chrysocelis och familjen Mikronegeriaceae.   Inga underarter finns listade i Catalogue of Life.